# Prozvenella bangalorensis
Prozvenella bangalorensis is een rechtvleugelig insect uit de familie krekels (Gryllidae). De wetenschappelijke naam van deze soort is voor het eerst geldig gepubliceerd in 2003 door Desutter-Grandcolas, Metrani & Balakrishnan.